# Jean-Baptiste Drouet, conte d'Erlon
Jean-Baptiste Drouet, conte d'Erlon a fost un general de divizie francez, mareșal și pair al Franței, născut la Reims în 1765 și decedat la Paris în 1844.
1. 1 2  Jean-Baptiste Drouet, Comte d'Erlon, SNAC, accesat în 9 octombrie 2017
2. 1 2  Jean Baptiste Drouet d'Erlon, Roglo
3. 1 2 3  Autoritatea BnF, accesat în 10 octombrie 2015
4. ↑  Jean Baptiste Drouet, Baza de date Léonore, accesat în 9 octombrie 2017
5. 1 2  Jean-Baptiste Drouet D'erlon, GeneaStar
6. ↑  Jean-Baptiste Drouet D'Erlon, Find a Grave, accesat în 9 octombrie 2017